# Danny Gatton
Danny Gatton (4 de septiembre de 1945- 4 de octubre de 1994) fue un guitarrista estadounidense que se suicidó en su casa de Maryland en 1994. Una biografía, Unfinished Business (Nombre en español Asuntos pendientes): La vida y obra de Danny Gatton por Ralph Heibutzki, se publicó en 2003. Tiene una discografía muy amplia. Gatton se clasificó en el puesto 63 en la lista de "Los 100 guitarristas más grandes de todos los Tiempos" en la revista Rolling Stone de 2003. El 26 de mayo de 2010, Gatton fue calificado con el Puesto 27 del mejor guitarrista de todos los tiempos, según el sitio web Gibson.com.

## Primeros años
Gatton nació en Washington D. C. el 4 de septiembre de 1945. Su padre, Daniel W. Gatton Sr., era un guitarrista conocido por su estilo único de percusión, que dejó su carrera musical para criar a su familia en una profesión más estable. Cuando aún era joven, Gatton comenzó a compartir la pasión de su padre por el instrumento.

## Carrera
Danny Gatton comenzó su carrera tocando en grupos cuando todavía era un adolescente. Él comenzó a generar más interés en la década de 1970, tocando la guitarra y el banjo para el grupo de Liz Meyer & Friends. Se dio a conocer como intérprete en Washington D. C., durante la década de 1970 y 1980, tanto como solista y con su "Redneck Jazz Explosion", en donde Frasea con el Virtuoso Pedalero Buddy Emmons sobre un estrecho ritmo del bajo y la batería que sacó de las influencias del blues, country, rockabilly y bebop. Contribuyó con un cover de "Apricot Brandy", una canción del supergrupo Rhinoceros, en el álbum recopilatorio Rubaiyat 1990 grabado por Elektra Records.

## Estilo para Tocar
Gatton tocaba mezclando estilos musicales como el jazz, el blues y el rockabilly de manera innovadora, y era conocido como Telemaster (un Acrónimo del Modelo de Guitarra Telecaster y la Palabra inglés Master que significa Maestro). También fue llamado "El Guitarrista Desconocido mas Grande del Mundo" (the world's greatest unknown guitarist en inglés). Su apodo más común fue "el que te humilla" o "el humillador" ( The Humbler), debido a su capacidad para tocar mejor que cualquiera que estuviera dispuesto a enfrentarse a él en una jam session competitiva. Fue Amos Garrett, guitarrista de María Muldaur, quien apodó a Gatton de "el humillador". Después de un concierto con éxito, Garrett tomaría una cinta de Gatton y le diría a su banda, "¿Creeis que hemos tocado bien esta noche. Tomemos un minuto para escuchar al humillador." Una foto publicada en octubre de 2007 la revista Guitar Player muestra a Gatton tocando frente a un letrero de neón que dice "Se buscan víctimas (Victims Wanted)".
Sin embargo, nunca alcanzó el éxito comercial que su talento sin duda merecía. Su álbum de 88 Elmira Street era el favorito para un Premio Grammy 1990 por su canción "Elmira Street Boogie" en la categoría Rock Instrumental Performance, pero fue vencido por Eric Johnson con "Cliffs of Dover".
Sus habilidades eran más apreciados por sus colegas como Eric Clapton, Willie Nelson, Steve Earle, y su ídolo de la infancia Les Paul. Durante su carrera, Gatton apareció en el escenario con héroes de la guitarra como Alvin Lee y Jimmie Vaughan. También hay un rumor acerca de un apócrifo en el escenario "la cabeza de corte" atasco entre Gatton y compañero residente de Washington D. C. de la zona (y el que tocaba la Telecaster quien también tenía el título de El más Grande Guitarrista Desconocido) Roy Buchanan. (Gatton había compartido ambientes con Buchanan en Nashville en los años 60 a mediados y se hicieron frecuentes los "socios de interferencia", de acuerdo la revista Guitar Player en la emisión de octubre de 2007 ). En 1993, Gatton fue invitado por el roquero Chris Isaak para grabar pistas de San Isaak CD Días Francisco. 
Tocaba en la mayoría de los casos una Fender Telecaster 1953 (Fender fabrica ahora una réplica de su instrumento muy personalizada), con micrófonos Joe Barden y Fender Super 250L. Cuerdas .010 a .046 con un .015 para la tercera cuerda (G) de acero niquelado. Gatton era conocido por usar una botella de cerveza o una taza (todavía medio lleno de cerveza) como Slide.
En 1991 durante una actuación en Austin City Limits, sin darse cuenta derramó cerveza por todo el escenario y su guitarra. Siguió tocando como si nada, limpiando el mástil de la guitarra con un trapo, todo el rato tocando a la perfección. En marzo de 1989 en una entrevista a la revista Guitar Player, dijo que prefería utilizar una botella de Alka Seltzer o un tubo largo vacío 6L6 como Slide, pero que el público prefería la botella de cerveza. Al usar Slide, sólo tocaba por fuera del slide, debido a su aprendizaje con el Lapsteel Guitar.
Para amplificar, usaba amplificadores Fender incluyendo pedales Vibrolux de 1963, Super Reverb 1963, Twin 1958, Deluxe 1964 y Bassman 1958.

Originalmente usaba púas fender, pero se pasó a una púa de jazz estilo lágrima por recomendación de Roy Buchanan. Era capaz de combinar pasajes intrincados Bluegrass, bebop, y los sonidos de garaje, ejecutadas con una claridad asombrosa y a velocidades vertiginosas. Su técnica de picking fue una combinación híbrida de púa y dedos, sobre todo sus dedos medio y anular de la mano derecha. La base de su técnica fue la base de padrones banjo, era un intérprete de banjo consagrado y de Técnica tradicional de la derecha (estilo Scruggs) . Su puesta al día consistió en una bajada de selección, a continuación, el dedo medio, y luego anular. Su rollo hacia atrás consistió en el dedo medio, y luego una carrera ascendente de selección, a continuación, una selección de bajada. Poseía una guitarra clásica técnica de la mano izquierda, el pulgar por detrás del cuello, preocupada con los dedos arqueados.
También entre sus admiradores son Les Paul, James Burton, Lenny Breau, Joe Bonamassa (a quien Danny mentor cuando Joe tenía once años), Vince Gill, Evan Johns (de "Evan Johns y su H-bombas"), Chris Cheney, Bill Kirchen, Albert Lee, Steve Vai, Buckethead, Arlen Roth, Ricky Skaggs, Slash ("Guns N 'Roses"), y Richie Sambora.

## Suicidio
El 4 de octubre de 1994, Gatton se encerró en su garaje en Newburg, Maryland y se pegó un tiro. Él no dejó ninguna explicación. En retrospectiva de su suicidio, los cercanos a Danny han sugerido que pudo haber entrado en depresión durante muchos años.
El 10,11 y 12 de enero de 1995, "Tramps club" en Nueva York organizó un tributo de tres noches a Danny Gatton con decenas de admiradores musicales de Gatton, el aspecto más destacado fue el sueño de un amante de la guitarra de veinte minutos de ver a Les Paul, James Burton y Albert Lee interpretando sus canciones juntos en el escenario. Estas actuaciones (con todos los músicos que actuaron de manera gratuita) recaudó $ 25.000 para la viuda y la hija de Gatton.

## Discografía
- 1975 - American Music
- 1978 - Redneck Jazz
- 1987 - Unfinished Business
- 1990 - Blazing Telecasters (En vivo 4/27/84)
- 1991 - 88 Elmira St.
- 1992 - New York Stories
- 1993 - Cruisin' Deuces
- 1994 - Relentless (con Joey DeFrancesco)
- 1995 - Redneck Jazz Explosion (en vivo 12/31/78)
- 1996 - The Humbler (con Robert Gordon)
- 1998 - In Concert 9/9/94
- 1998 - Untouchable
- 1998 - Portraits
- 1999 - Anthology
- 2004 - Funhouse (En vivo 6/10-11/88)
- 2005 - Oh No! More Blazing Guitars (con Tom Principato)